# Адміністративний устрій Великомихайлівського району
Адміністративний устрій ліквідованого Великомихайлівського району — адміністративно-територіальний поділ ліквідованого Великомихайлівського району Одеської області на 1 селищну громаду, 1 селищну та 14 сільських рад, які об'єднували 82 населені пункти та були підпорядковані Великомихайлівській районній раді. Адміністративний центр — смт Велика Михайлівка..
Великомихайлівський район був ліквідований 17 липня 2020 року. Більша частина ліквідованого району ввійшла до складу нового Роздільнянського району, лише території трьох колишніх сільрад ввійшли до складу Знам'янської громади Березівського району.

## Список радВеликомихайлівського району
| №  | Назва                             | Центр                | Населені пункти | Район після ліквідації | Громада після ліквідації           | Площа км² | Місце за площею | Населення (2001), осіб | Місце за населенням | Розташування |
| -- | --------------------------------- | -------------------- | --- | ---------------------- | ---------------------------------- | --------- | --------------- | ---------------------- | ------------------- | ------------ |
| 1  | Цебриківська селищна рада         | смт Цебрикове        | смт Цебрикове с. Іринівка с. Малоцебрикове с. Мардарівка с. Новопавлівка с. Новороманівка с. Оленівка с. Ольгинове           | Роздільнянський район  | Цебриківська селищна громада       |           |                 |                        |                     |              |
| 2  | Великозименівська сільська рада   | с. Великозименове    | с. Великозименове с. Марціянове                                                                                              | Березівський район     | Знам'янська сільська громада       |           |                 |                        |                     |              |
| 3  | Великоплосківська сільська рада   | c. Великоплоске      | c. Великоплоске | Роздільнянський район  | Великоплосківська сільська громада |           |                 |                        |                     |              |
| 4  | Кіровська сільська рада           | c. Вишневе           | c. Вишневе с. Новоселівка с. Привільне с. Сокорове                                                                           | Роздільнянський район  | Цебриківська селищна громада       |           |                 |                        |                     |              |
| 5  | Мигаївська сільська рада          | c. Мигаї             | c. Мигаї с. Залізничне с-ще Мигаєве с. Три Криниці                                                                           | Роздільнянський район  | Новоборисівська сільська громада   |           |                 |                        |                     |              |
| 6  | Новоборисівська сільська рада     | c. Новоборисівка     | c. Новоборисівка с. Добрий Лук с. Дурбайли с. Іванівка с. Мацкули с. Поплавка с. Преображенка с. Путилівка с. Райки с. Тятри | Роздільнянський район  | Новоборисівська сільська громада   |           |                 |                        |                     |              |
| 7  | Новоолександрівська сільська рада | c. Новоолександрівка | c. Новоолександрівка с. Нові Бутори                                                                                          | Роздільнянський район  | Великомихайлівська селищна громада |           |                 |                        |                     |              |
| 8  | Новосавицька сільська рада        | c. Новосавицьке      | c. Новосавицьке | Роздільнянський район  | Великоплосківська сільська громада |           |                 |                        |                     |              |
| 9  | Першотравнева сільська рада       | c. Першотравневе     | c. Першотравневе с. Данилівка с. Заможне с. Мартове                                                                          | Роздільнянський район  | Новоборисівська сільська громада   |           |                 |                        |                     |              |
| 10 | Полішпаківська сільська рада      | c. Полішпакове       | c. Полішпакове с. Козакове с. Наливайкове                                                                                    | Роздільнянський район  | Новоборисівська сільська громада   |           |                 |                        |                     |              |
| 11 | Слов'яносербська сільська рада    | c. Слов'яносербка    | c. Слов'яносербка с. Антоно-Ковач с. Олег                                                                                    | Роздільнянський район  | Великоплосківська сільська громада |           |                 |                        |                     |              |
| 12 | Соше-Острівська сільська рада     | c. Соше-Острівське   | с. Соше-Острівське с. Кучурган                                                                                               | Роздільнянський район  | Великомихайлівська селищна громада |           |                 |                        |                     |              |
| 13 | Тростянецька сільська рада        | c. Тростянець        | с. Тростянець с. Кістельниця с. Малоплоске с. Новоантонівка с. Орел с. Покровка с. Привілля                                  | Роздільнянський район  | Великоплосківська сільська громада |           |                 |                        |                     |              |
| 14 | Цибулівська сільська рада         | c. Цибулівка         | с. Цибулівка с. Малозименове с. Поліно-Осипенкове                                                                            | Березівський район     | Знам'янська сільська громада       |           |                 |                        |                     |              |
| 15 | Воробіївська сільська рада        | c. Воробіївка        | с. Воробіївка с. Воробйове с. Юрашеве                                                                                        | Березівський район     | Знам'янська сільська громада       |           |                 |                        |                     |              |

* Примітки: м. — місто, с-ще — селище, смт — селище міського типу, с. — село

### Об'єднані громади
| № | Назва              | Центр                 | Населені пункти | Район після ліквідації | Площа, км² | Населення (2014) |
| - | ------------------ | --------------------- | --- | ---------------------- | ---------- | ---------------- |
| А | Великомихайлівська | смт Велика Михайлівка | смт Велика Михайлівка село Багачеве село Бессарабка село Вакарське село Василівка село Великокомарівка село Водяне село Гіржове село Гірське село Гребеники село Грушка село Дівоцьке село Єрмішкове село Кардамичеве село Комарівка село Муратове село Новопетрівка село Новоселівка село Платонівка село Полезне село Стоянове село Трохимівка село Трудомирівка село Фрасине село Юрківка | Роздільнянський район  | 494,9      | 12818            |

## Список ліквідованих рад району при створенні Великомихайлівської громади
| № | Назва                           | Центр                 | Населені пункти                                                      | Площа км² | Місце за площею | Населення (2001), осіб | Місце за населенням | Розташування |
| - | ------------------------------- | --------------------- | -------------------------------------------------------------------- | --------- | --------------- | ---------------------- | ------------------- | ------------ |
| 1 | Великомихайлівська селищна рада | смт Велика Михайлівка | смт Велика Михайлівка                                                |           |                 |                        |                     |              |
| 2 | Великокомарівська сільська рада | c. Великокомарівка    | c. Великокомарівка с. Дівоцьке с. Платонівка                         |           |                 |                        |                     |              |
| 3 | Гребениківська сільська рада    | c. Гребеники          | c. Гребеники                                                         |           |                 |                        |                     |              |
| 4 | Комарівська сільська рада       | c. Комарівка          | c. Комарівка с. Грушка с. Трохимівка                                 |           |                 |                        |                     |              |
| 5 | Новопетрівська сільська рада    | c. Новопетрівка       | c. Новопетрівка с. Вакарське                                         |           |                 |                        |                     |              |
| 6 | Новоселівська сільська рада     | c. Новоселівка        | c. Новоселівка с. Артема с. Гірське с. Кардамичеве                   |           |                 |                        |                     |              |
| 7 | Полезненська сільська рада      | c. Полезне            | c. Полезне с. Багачеве с. Бессарабка с. Водяне с. Гіржове с. Фрасине |           |                 |                        |                     |              |
| 8 | Стоянівська сільська рада       | c. Стоянове           | с. Стоянове с. Василівка с. Муратове                                 |           |                 |                        |                     |              |
| 9 | Юрківська сільська рада         | c. Юрківка            | с. Юрківка с. Дзержинське                                            |           |                 |                        |                     |              |